# Абрамзон Валерій Михайлович
Валерій Михайлович Абрамзон (рос. Валерий Михайлович Абрамзон; нар. 20 липня 1966, Москва, РРФСР) — радянський та російський футболіст, півзахисник.

## Клубна кар'єра
Вихованець ФШМ (Москва), перший тренер — М.І. Алексютін.
Грав у московських футбольних командах ФШМ, «Локомотив» та ЦСКА. У 1987 році з «Локомотивом» завоював місце у вищій лізі чемпіонату СРСР, де й дебютував у наступному році. Всього у вищій лізі СРСР — 18 матчів.
Після розвалу СРСР декілька матчів провів у вищих дивізіонах Молдови за «Тигини» та України за «Евіс».
Взимку 1992 перейшов в угорський клуб 2-го дивізіону «Капошвар Ракоці». Однак в основі закріпитися не зміг та вже в квітні 1993 року грав за угорський клуб 4-го дивізіону «Тасар».
Після закінчення сезону 1992/93 року завершив кар'єру гравця.

## Кар'єра в збірній
Залучався до матчів за Збірну міста Москви для участі в Спартакіаді СРСР 1986.